# La Tebaida
La Tebaida is een gemeente in het Colombiaanse departement Quindío. De gemeente telt 32.748 inwoners (2005). La Tebaida produceert veel koffie, maar maakt geen deel uit van de Eje Cafetero. Daarnaast worden tabak en bananen verbouwd in de gemeente.
Armenia · Buenavista · Calarcá · Circasia · Córdoba · La Tebaida · Montenegro · Filandia · Génova · Pijao · Salento · Quimbaya